# Spodoptera teferii
Spodoptera teferii là một loài bướm đêm trong họ Noctuidae.